# St. Ulrich (Poppendorf)

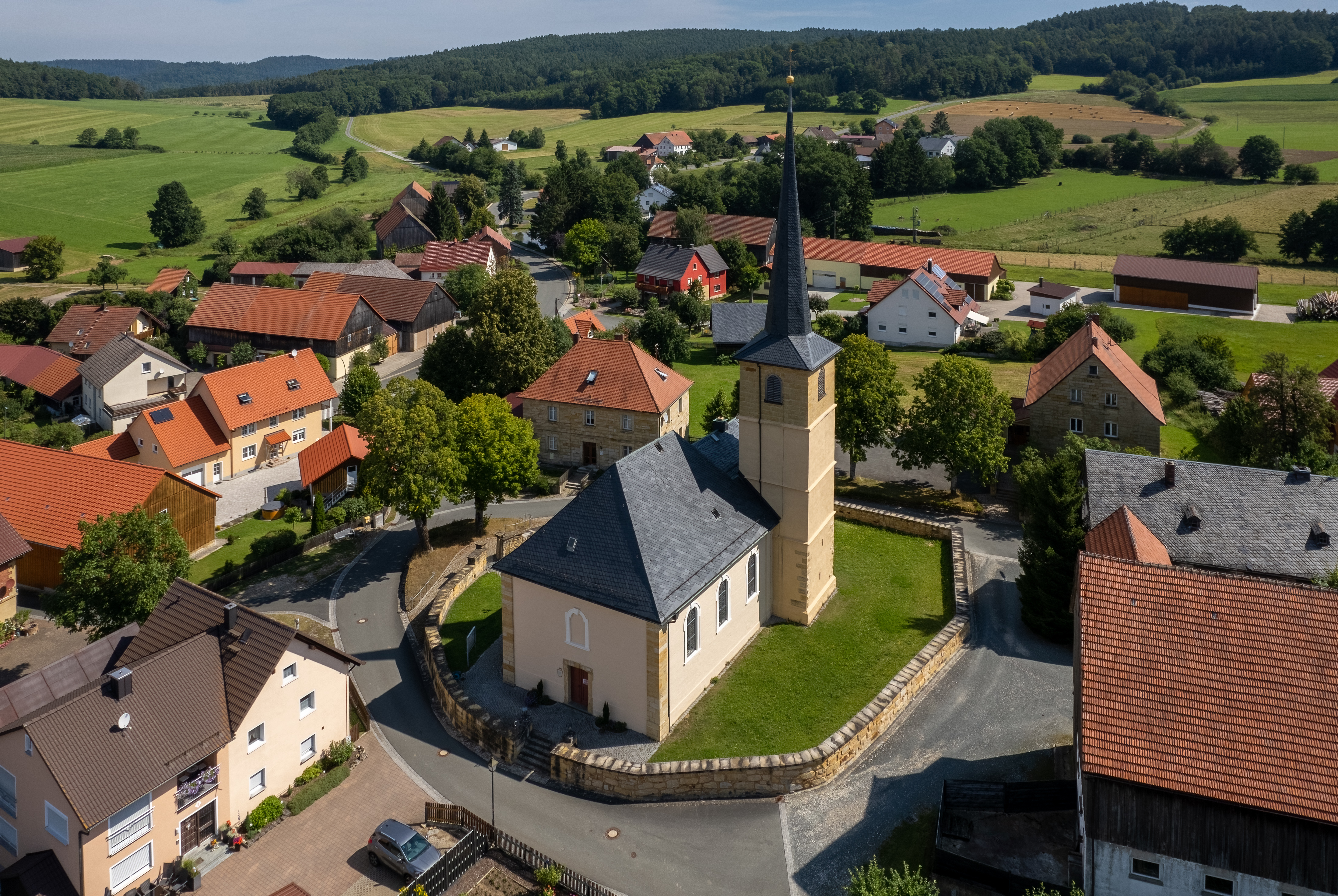
St. Ulrich in Poppendorf

Die römisch-katholische, denkmalgeschützte Pfarrkirche St. Ulrich steht in Poppendorf, einem Gemeindeteil der Gemeinde Ahorntal im Landkreis Bayreuth (Oberfranken, Bayern). Das Bauwerk ist unter der Denkmalnummer D-4-72-111-20 als Baudenkmal in der Bayerischen Denkmalliste eingetragen. Die Pfarrei gehört zum Seelsorgebereich Fränkische Schweiz Nord im Dekanat Bayreuth des Erzbistums Bamberg.
Kirchenpatron ist der heilige Ulrich von Augsburg.

## Beschreibung
Der Chor und die drei unteren Geschosse des Chorflankenturms an seiner Südseite stammen im Kern vom Ende des 14. Jahrhunderts. Der Chorflankenturm wurde 1696 aufgestockt und mit einem schiefergedeckten, achtseitigen Knickhelm bedeckt. Das mit einem Walmdach bedeckte Langhaus zu drei Fensterachsen wurde 1754 nach einem Entwurf von Wenzelslaus Schweßinger errichtet. Der Innenraum ist mit einer Flachdecke überspannt. Die Empore auf hölzernen Säulen stammt aus der Erbauungszeit. Zur Kirchenausstattung gehört der 1733 gebaute Hochaltar. Die Plastiken des nördlichen Seitenaltars fertigte 1719 Johann Michael Doser. Zwei sitzende Statuen, die den heiligen Ulrich  und den heiligen Wendelin darstellen, stammen von Johann Bernhard Kamm.